# Sofijiwka (Bilhorod-Dnistrowskyj)
Sofijiwka (ukrainisch Софіївка; russisch Софиевка Sofijewka deutsch früher Sofiental) ist ein Dorf mit etwa 540 Einwohnern (Stand 2001) im Südwesten der Ukraine, das 1863 auf Anordnung der Gräfin Sofia Demidow von deutschen Siedlern aus den Gemeinden Großliebental, Alexanderhilf und Neuburg im damaligen Regierungsbezirk Cherson am Fluss Dnepr, jenseits des bessarabischen Grenzflusses Dnister, gegründet wurde.
Am 5. Mai 2017 wurde das Dorf ein Teil der Landgemeinde Schabo; bis dahin bildete es die Landratsgemeinde Sofijiwka (Софіївська сільська рада/Sofijiwska silska rada) im Osten des Rajons Bilhorod-Dnistrowskyj.

## Söhne und Töchter der Ortschaft
- Ihor Turtschyn (1936–1993), ukrainischer Handballtrainer